# İbadulla
İbadulla è un comune dell'Azerbaigian situato nel distretto di Şərur.